# 31
31 (XXXI) fue un año común comenzado en lunes del calendario juliano, en vigor en aquella fecha. En el Imperio romano, era conocido como el Año del consulado de Augusto y Sejano (o menos frecuentemente, año 784 Ab urbe condita). La denominación 31 para este año ha sido usado desde principios del período medieval, cuando la era A. D. se convirtió en el método prevalente en Europa para nombrar a los años.

## Acontecimientos
- Sejano es nombrado cónsul junto con el emperador romano Tiberio, este por quinta vez. Sejano ejercía de facto el poder desde la retirada del emperador a Capri en 26.  Sin embargo, durante su consulado compartido Tiberio acusa de traición a Sejano y hace que lo arresten y ejecuten.
- Nevio Sutorio Macro se convierte en pretor de la guardia pretoriana después de la ejecución de Sejano.
- Tiberio regresa a Roma desde la isla de Capri, en la que se hallaba retirado.

## Nacimientos
- Musonio Rufo, filósofo romano.

## Fallecimientos

### Octubre
- 18 de octubre - Sejano, político romano (ejecutado por orden de Tiberio).

### Fechas desconocidas
- Veleyo Patérculo, historiador romano (posiblemente ejecutado como cómplice de Sejano)
- Livila, sobrina y nuera del emperador Tiberio (de inanición por su papel en el complot para destronar a Tiberio con su amante Sejano) encerrada y dejada morir por su propia madre, Antonia la Menor
- Jesús de Nazaret fallece en una cruz de madera, según algunas cronologías cristianas.

## Efemérides
- enero: Se cumple un centenario del nacimiento de la Gobernante conocida como Cleopatra.